# Facultad de Ciencias Económicas y Jurídicas de la Universidad de Magallanes
La Facultad de Ciencias Económicas y Jurídicas de la Universidad de Magallanes  fue creada en el año 2002, como resultado de la reorganización académica de la ex Facultad de Humanidades y Ciencias Sociales, se encuentra en el Campus Central de la Universidad de Magallanes, junto a la Facultad de Humanidades, Ciencias Sociales y de la Salud, su Decana es doña Sonia Zuvanich Hirmas.

## Departamentos y Carreras

### Departamento de Administración y Economía
- Auditoría
- Ingeniería Comercial
- Técnico en Administración
- Secretariado Ejecutivo
- Analista Financiero

### Departamento de Ciencias Jurídicas
- Derecho
- Asistente Judicial